# Động đất ngoài khơi Chūetsu, Niigata 2007
Động đất ngoài khơi Chūetsu, Niigata 2007 (新潟県中越沖地震 Niigata-ken Chūgoshi Oki Jishin) là trận động đất xảy ra vào lúc 10:13 (JST), ngày 16 tháng 7 năm 2007. Trận động đất có cường độ 6.6 richter. Tâm chấn độ sâu khoảng 10 km. Hậu quả trận động đất đã làm 15 người chết, 2.346 người bị thương.